# Kościerzyce
Kościerzyce (deutsch Groß Neudorf) ist ein  Ort in der Landgemeinde Lubsza im Powiat Brzeski der Woiwodschaft Opole in Polen. Durch den Ort verläuft die Droga wojewódzka 457.

## Geographie
Das Angerdorf Kościerzyce liegt rund sieben Kilometer südlich von Lubsza (Leubusch), drei Kilometer nordöstlich von Brzeg (Brieg) und 50 Kilometer nordwestlich von Opole (Oppeln) in der Nizina Śląska (Schlesische Tiefebene) am rechten Ufer der Oder.
Nachbarorte von Kościerzyce sind im Westen Pisarzowice (Schreibendorf) und im Nordosten Czepielowice (Tschöplowitz).

## Geschichte

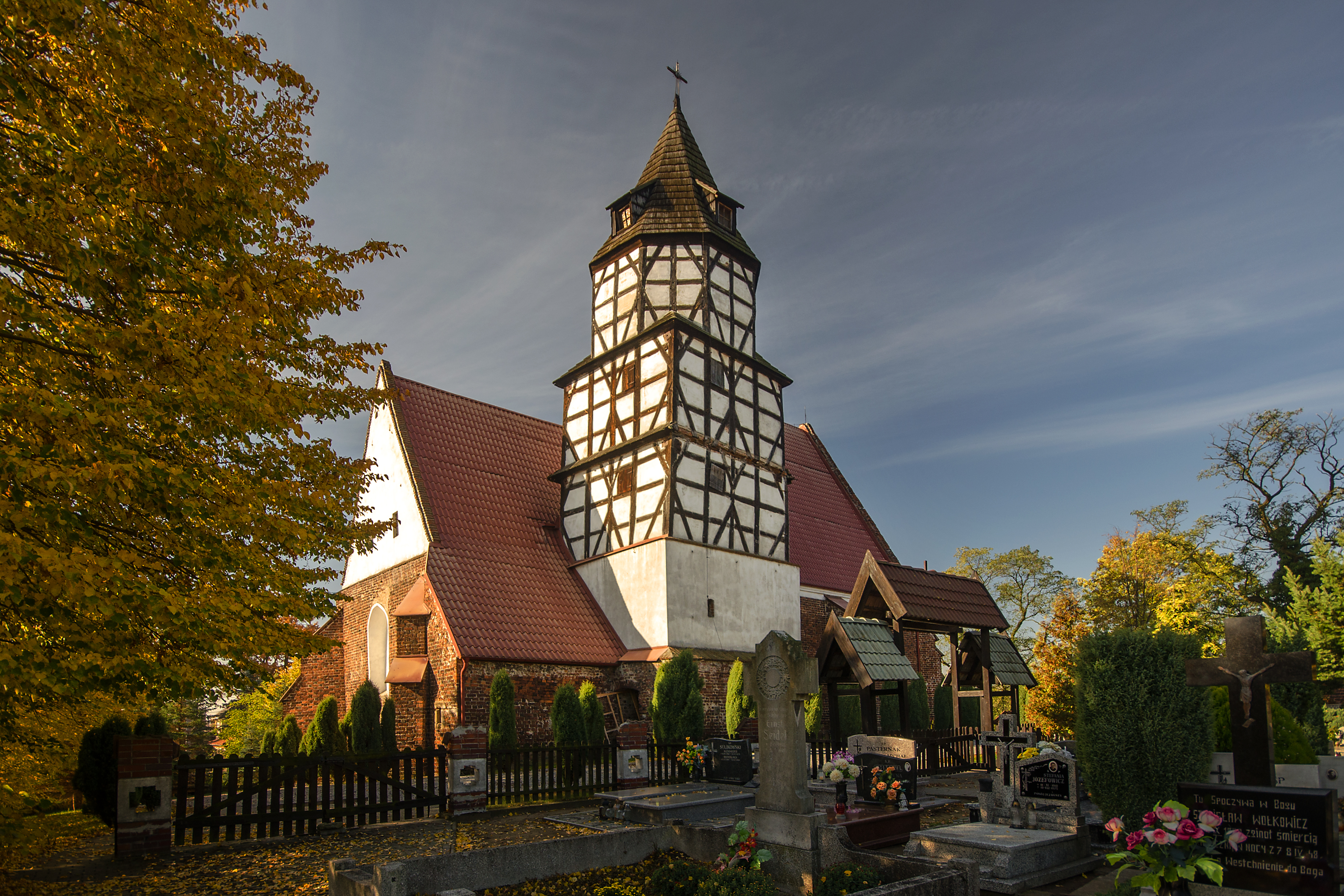
Mariä-Himmelfahrt-Kirche

In dem Werk Liber fundationis episcopatus Vratislaviensis aus den Jahren 1295–1305 wird der Ort erstmals als villa Costeritz erwähnt.
Nach dem Ersten Schlesischen Krieg 1742 fiel Groß Neudorf zusammen mit dem größten Teil Schlesiens an Preußen. 
Nach der Neugliederung Preußens gehörte die Landgemeinde Groß Neudorf ab 1815 zur Provinz Schlesien und war ab 1816 dem Landkreis Brieg eingegliedert, mit dem es bis 1945 verbunden blieb. 1874 wurde der Amtsbezirk Groß Neudorf gegründet, welcher die Landgemeinden Groß Neudorf, Neu Moselache und Tschöplowitz und den Gutsbezirk Groß Neudorf umfasste. Erster Amtsvorsteher war der Inspektor Kleinmichel in Groß Neudorf. 1885 zählte der Ort 994 Einwohner.
1933 zählte Groß Neudorf 1008, 1939 wiederum 994 Einwohner. Bis 1945 befand sich der Ort im Landkreis Brieg.
Als Folge des Zweiten Weltkriegs fiel Groß Neudorf wie fast ganz Schlesien 1945 an Polen, wurde in Kościerzyce umbenannt und der Woiwodschaft Schlesien angegliedert. Die deutsche Bevölkerung wurde, soweit sie nicht vorher geflohen war, weitgehend vertrieben. Die neu angesiedelten Bewohner waren zum Teil Heimatvertriebene aus Doliniany. 1950 kam der Ort zur Woiwodschaft Oppeln. Beim Oderhochwasser 1997 wurde das Dorf komplett überflutet. 1999 kam der Ort zum Powiat Brzeski.

## Sehenswürdigkeiten
- Die römisch-katholische Mariä-Himmelfahrt-Kirche (poln. Kościół Wniebowstąpienia NMP) besteht bereits seit dem 13. Jahrhundert und war ursprünglich dem Hl. Georg geweiht. Der heutige Kirchenbau stammt aus dem 14. und 15. Jahrhundert. Der Kirchturm besteht aus Fachwerk. Die Mariä-Himmelfahrt-Kirche steht seit 1964 unter Denkmalschutz.[6]
- Altes Büchereigebäude

## Vereine
- Fußballverein LZS Orlik Kościerzyce